# New Lands
New Lands è un album del trio di Enrico Pieranunzi, pubblicato dalla Timeless Records nel 1984. Il disco fu registrato il 17 febbraio 1984 al Sonic Studios di Roma (Italia).

## Tracce
Lato A
1. If There Is Someone Lovelier Than You – 7:26 (Howard Dietz, Arthur Schwartz)
2. I Fall in Love Too Easily – 5:09 (Sammy Cahn, Jule Styne)
3. The Mood Is Good – 7:50 (Enrico Pieranunzi)

Lato B
1. New Lands – 6:20 (Enrico Pieranunzi)
2. A Child Is Born – 6:34 (Thad Jones)
3. All the Things You Are – 7:39 (Oscar Hammerstein II, Jerome Kern)

Edizione CD del 1990, pubblicato dalla Timeless Records
1. If There Is Someone Lovelier Than You – 7:31 (Howard Dietz, Arthur Schwartz)
2. I Fall in Love Too Easily – 5:11 (Sammy Cahn, Jule Styne)
3. The Mood Is Good – 7:55 (Enrico Pieranunzi)
4. New Lands – 6:23 (Enrico Pieranunzi)
5. A Child Is Born – 6:36 (Thad Jones)
6. All the Things You Are – 7:43 (Oscar Hammerstein II, Jerome Kern)
7. I Love You – 5:08 (Cole Porter) – Bonus Track[1]

## Musicisti
- Enrico Pieranunzi - pianoforte
- Marc Johnson - contrabbasso
- Joey Baron - batteria